# 아텔루륨산
아텔루륨산(Tellurous acid, 亞一酸)은 화학식 H2TeO3을 갖는 무기 화합물이다. 텔루륨(IV)의 산소산이다. 이 화합물에 큰 특징이 보이지는 않는다.

## 속성
H2TeO3 + H2O  H3O+ + HTeO−
3 Ka1 = 2×10−3
HTeO−
3 + H2O  H3O+ + TeO2−
3 Ka2 = 1×10−8